# Знаменське сільське поселення (Медведевський район)
Зна́менське сільське поселення (рос. Знаменское сельское поселение) — муніципальне утворення у складі Медведевського району Марій Ел, Росія. Адміністративний центр — селище Знаменський.

## Населення
Населення — 3108 осіб (2019, 2990 у 2010, 2632 у 2002).

## Склад
До складу поселення входять такі населені пункти:
| Населений пункт       | Населення, осіб (2002) | Населення, осіб (2010) |
| --------------------- | ---------------------- | ---------------------- |
| Вознесенський, селище | -                      | 109                    |
| Гарі, присілок        | 10                     | 31                     |
| Знаменський, селище   | 2293                   | 2444                   |
| Кугенерка, присілок   | 49                     | 51                     |
| Нікіткино, присілок   | 76                     | 97                     |
| Паганур, присілок     | 128                    | 106                    |
| Федоскино, присілок   | 32                     | 83                     |
| Яметкіно, присілок    | 44                     | 69                     |